# Jessica Darrow
Jessica Darrow (Miami, 7 de enero de 1995) es una actriz y cantante estadounidense, reconocida principalmente por prestar su voz al personaje de Luisa Madrigal en la película animada de Disney Encanto, así como por interpretar a Mikki Easton en la serie Fifteen-Love.

## Biografía

### Primeros años
Darrow nació en Miami, Florida y su familia tiene ascendencia cubana. Durante su adolescencia creció viendo películas de Disney y escuchando canciones compuestas por el músico Lin-Manuel Miranda. Desde una temprana edad estuvo vinculada con el teatro musical.

### Carrera
Debutó en el cine en el año 2019 interpretando el papel de Sarah en la comedia romántica Feast of the Seven Fishes, bajo la dirección de Robert Tinnell.  En 2021 interpretó el rol de Taylor Reese en la miniserie Following Hanna Stone.
El mismo año aportó la voz para el personaje de Luisa Madrigal en Encanto, largometraje animado de Disney inspirado en la cultura colombiana. Opinó acerca de su personaje: Siento que muchas mujeres, y en especial mujeres queer, realmente se identificaron con la historia [de Luisa Madrigal] en particular [...] Creo que ella dio voz a muchas mujeres latinas queer de carácter reservado, y en general a niñas y niños que siempre han sentido que deben ser "la persona fuerte"».
En dicha producción interpretó la canción «Surface Pressure», la cual recibió la certificación de platino por parte de la RIAA y alcanzó la octava casilla en la lista Billboard Hot 100 a inicios de 2022.
También en 2022 aportó su voz para el videojuego Grand Theft Auto Online, interpretando a Mimi en la actualización Los Santos Tuners. A partir de entonces ha realizado apariciones secundarias en seriados como Hamster & Gretel, Monster High y Elsbeth.  Otros de sus proyectos incluyen las series web Anomaly y Say It With Pride: Disney+ Celebrates Pride 365.

## Vida personal
Darrow se ha declarado una persona queer. En una entrevista para el medio Deadline Hollywood expresó públicamente su apoyo a la comunidad LGBTQ+ tras la aprobación de la ley Parental Rights in Education en Florida. En sus declaraciones afirmó: «Aquí estoy, siendo queer y fabulosa, en la alfombra roja, y muy feliz de representar a otras fabulosas personas queer».

## Filmografía

### Cine
| Año  | Título                    | Papel                | Notas |
| ---- | ------------------------- | -------------------- | ----- |
| 2019 | Feast of the Seven Fishes | Sarah                |       |
| 2021 | Encanto                   | Luisa Madrigal (voz) |       |

### Televisión
| Año       | Título                                       | Papel                                        | Notas       |
| --------- | -------------------------------------------- | -------------------------------------------- | ----------- |
| 2021      | Following Hannah Stone                       | Taylor Reese                                 | Miniserie   |
| 2021      | Disney Television Discovers: Talent Showcase | Future Ray                                   | 1 episodio  |
| 2023      | Fifteen-Love                                 | Mikki Easton                                 | 6 episodios |
| 2023      | Blue Bloods                                  | Isabella                                     | 1 episodio  |
| 2023      | Hamster & Gretel                             | Melissa Gomez                                | 1 episodio  |
| 2023–2024 | Monster High                                 | Skelita Calaveraz, Abuela Calaveraz (voices) | 3 episodios |
| 2025      | The Residence                                | Nohelia                                      | 1 episodio  |
| 2025      | Elsbeth                                      | Taylor                                       | 1 episodio  |

### Videojuegos
| Año  | Título                  | Papel | Notas |
| ---- | ----------------------- | ----- | ----- |
| 2021 | Grand Theft Auto Online | Mimi  |       |

### Series web
| Año  | Título                                          | Papel                | Notas           |
| ---- | ----------------------------------------------- | -------------------- | --------------- |
| 2019 | Anomaly                                         | Kory Hernandez (voz) | Papel principal |
| 2021 | Say It With Pride: Disney+ Celebrates Pride 365 | Ella misma           |                 |